# M'barek Bouletbag
Œuvres principales
- El-Miradj « L'Ascension »
- Serraba

M'barek Bouletbag (en arabe : مبارك بولطباق), appelé, parfois, M'barek ben Bouletbag (en arabe : مبارك بن بولطباق) est un poète algérien épique du XVIIe siècle et l'un des pères-fondateurs du melhoun.

## Biographie

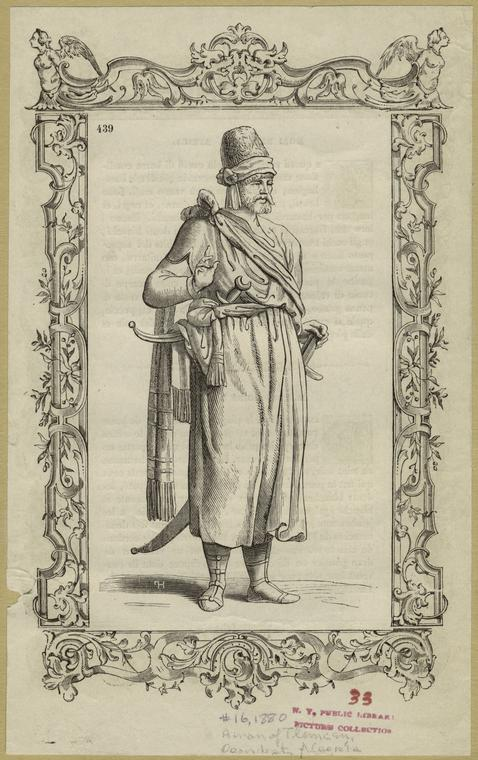
Un homme de Tlemcen au XVIe siècle.

M'barek ben Bouletbag, également connu sous le nom complet de Belhadj M'barek ben Bouletbag al-Hanafi tilimsani, était un poète éminent qui a vécu au XVIe siècle, à l'époque de Saïd El-Mendassi et Mohamed Boumkahla. 
La naissance de M'barek Bouletbag eut lieu dans un village près de Tlemcen appelé Oued H'nif, situé en bordure de l'oued Saf Saf. Ce village est mentionné par l'historien Yahya Ibn Khaldoun dans son ouvrage intitulé Boughiat errouad, et on y accédait à l'est de la ville de Tlemcen.
On raconte que M'barek Bouletbag aurait été le mentor de Sidi Lakhdar Ben Khlouf. Cependant, certains de ses textes suggèrent qu'il aurait résidé à Tlemcen et qu'il serait postérieur à Benkhlouf.
Dans l'une de ses poésies, qui combine des éléments autobiographiques et historiques, le poète M'barek Bouletbag évoque la réalité de son époque, citant d'autres poètes contemporains tels que Lakhdar Benkhelouf, Aïssa Laghouati et al-Aroussi.
Dans le Maghreb central, M'barek Bouletbag est considéré comme l'un des pères-fondateurs du melhoun au XVIe siècle, aux côtés de figures telles que Sidi Lakhdar Benkhlouf, Laroussi et Benraho, qui ont laissé des œuvres édifiantes et épiques.
L'œuvre du poète se compose principalement de poèmes historiques qui fournissent des informations précieuses sur le plan historique et biographique. Ce type de poésie était relativement peu répandu, à l'exception de son contemporain, le panégyriste Sidi Lakhdar Benkhelouf.
Dans son ouvrage biographique intitulé el Djafr (« Millésimes »), Habib Hachelaf qui a étudié l'œuvre de M'barek Bouletbag, affirme : « Il se distingue par son riche vocabulaire et sa puissante inspiration poétique. ». Il souligne également que ce poète était un « enquêteur infatigable » et que sa poésie constitue une source d'informations précieuses sur les connaissances des érudits, abordant les pays, les tribus et les villes à travers le monde.
M'barek Bouletbag a écrit un poème intitulé Serraba, qui devint célèbre grâce à l'interprétation musicale du chanteur Hadj El Anka.  
Parmi ses poèmes ayant été adaptés dans la musique arabo-andalouse, on retrouve El-Miradj (« l'ascension »), qui évoque le moment religieux de l'Ascension du prophète Mohammed et Alqi oudnek (« Prête ton oreille »). Il est également l'auteur d'un poème épique « Qissat Banou Israïl ».
L'auteur a été enterré au cimetière de Bab Kechout à Tlemcen, et son tombeau marque toujours cet emplacement à ce jour.